# Aerides odoratum
Aerides odoratum Lour. (1790), es una especie de orquídea epífita incluida en la subfamilia Epidendroideae. 

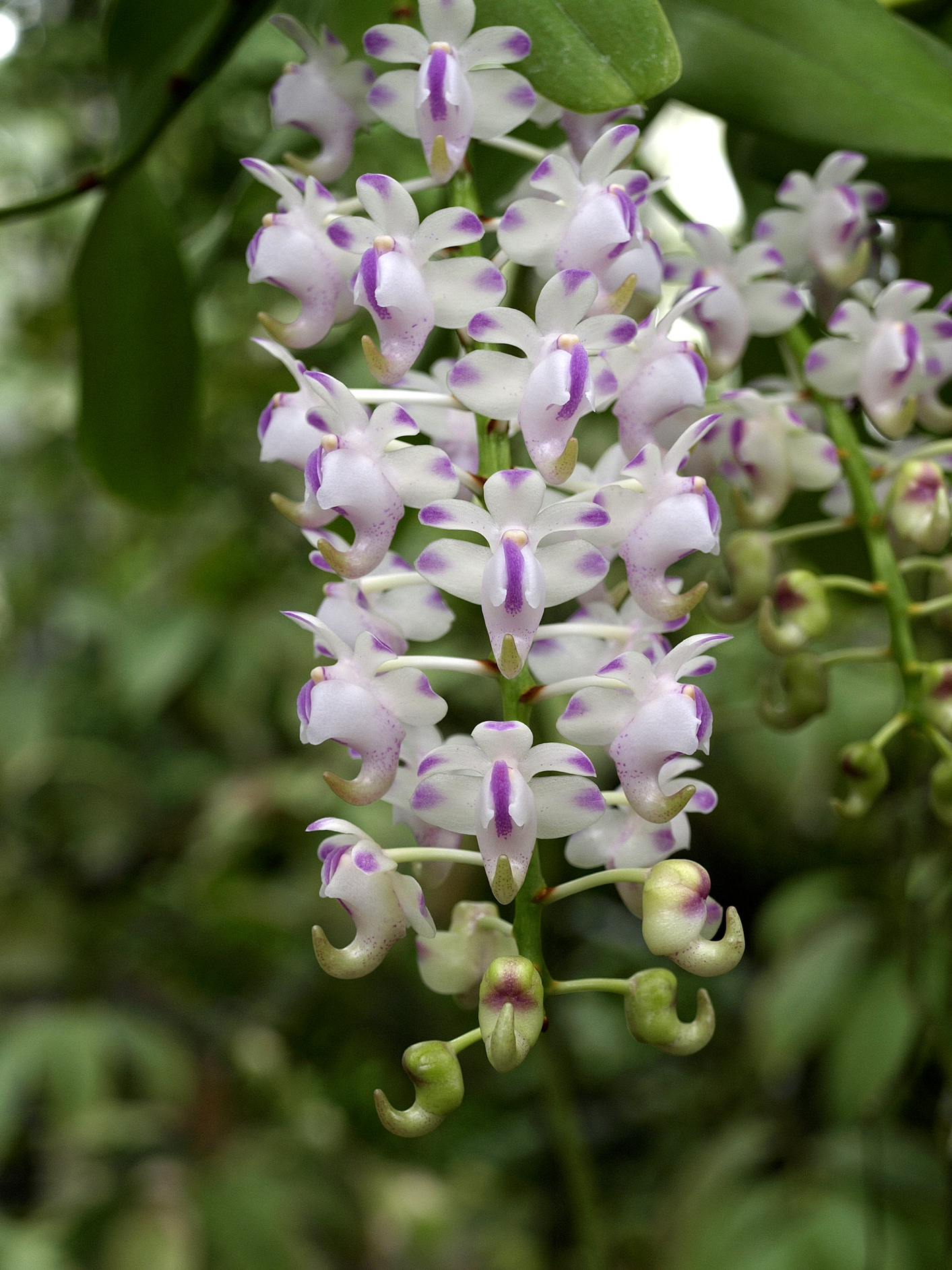
Inflorescencia

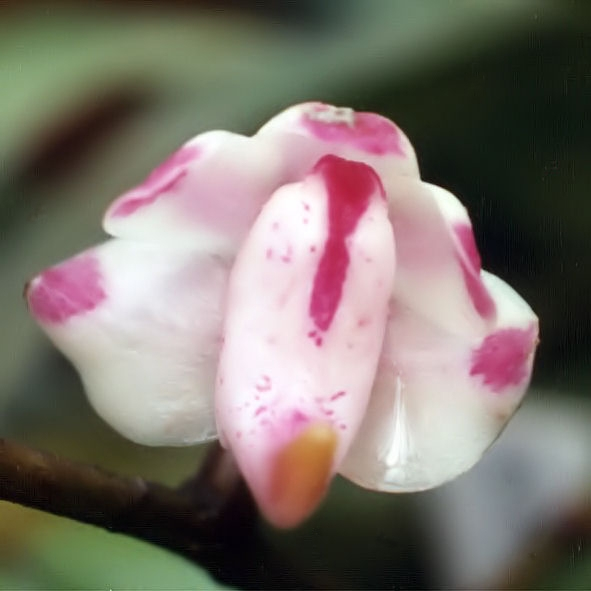
Detalle de la flor

## Distribución y hábitat
Se encuentra en el Himalaya chino, Himalaya occidental, Assam, Bangladés, Himalaya oriental, India, Nepal, Islas Andamán, Birmania, Tailandia, Laos, Camboya, Vietnam, Malasia peninsular, Borneo, Sumatra, Java, Célebes y las Filipinas, en los bosques siempreverdes de las tierras bajas como una planta gigante, muy variable, que se encuentra en alturas de 200 a 2000 m s. n. m. en los árboles a plena luz del sol

## Descripción
Es una planta de tamaño variable, desde mediano a gigante que prefiere clima cálido a fresco, es epífita con tallos muy robustos, colgantes, ramificados y con hojas carnosas, curvadas, oblongo-liguladas, amplias y de color verde pálido. Como su nombre implica, es muy fragante y florece a través de una inflorescencia colgante de 60 cm de largo con muchas, hasta 30 flores de 2.5 a 4.4 cm de ancho, que pueden ser muy pegajosas y cerosas. La floración se produce en los fines de la primavera.

## Cultivo
Las plantas son cultivadas mejor montadas en cestas colgantes. Exigen plena luz del sol y temperaturas frescas a cálidas. Si se encuentran colgadas, las raíces deben ser regadas con frecuencia. Las plantas deben ser cultivadas en medios bien drenados, como fibras de helechos (para plantas pequeñas), varias piezas de corteza de abeto gruesa, o musgo arborescente.

## Taxonomía
Aerides odoratum fue descrita por João de Loureiro y publicado en Flora Cochinchinensis 2: 525. 1790.
Etimología
Aerides (abreviado Aer.): nombre genérico que procede de las palabras griegas: "aer" = "aire" y "eides" = "asemejando", aludiendo al hábito de epífitas de estas plantas que aparentemente se alimentan de nada, solo de lo que la atmósfera pueda ofrecerles. 

odoratum: epíteto latino que significa "fragante".
Sinonimia
- Epidendrum aerides Raeusch. (1797)
- Limodorum latifolium Thunb. ex Sw. (1799)
- Aerides latifolium (Thunb. ex Sw.) Sw. (1806)
- Epidendrum odoratum (Lour.) Poir. (1810)
- Aeeridium odorum Salisb. (1812)
- Aerides cornutum Roxb. (1832)
- Orxera cornuta (Roxb.) Raf. (1838)
- Aerides virens Lindl. (1843)
- Aerides odorata Reinw. ex Blume (1849)
- Aerides suaveolens Blume (1849)
- Aerides suavissimum Lindl. (1849)
- Aerides flavidum Lindl. (1851)
- Aerides reichenbachii Linden (1858)
- Aerides jucundum Rchb.f. (1860)
- Aerides nobile R.Warner (1865)
- Polytoma odorifera Lour. ex Gomes Mach. (1868)
- Aerides reichenbachii var. cochinchinense Rchb.f. (1880)
- Aerides rohanianum Rchb.f. (1884)
- Aerides ballantinianum Rchb.f. (1885)
- Aerides micholitzii Rolfe (1904)
- Aerides odoratum var. annamense Costantin (1917)
- Aerides dayanum Guillaumin (1933)
- Aerides odoratum subvar. immaculatum Guillaumin (1934)
- Aerides odoratum var. pallidum Guillaumin (1962)
- Aerides cornuta Roxb. 1832;
- Aerides wilsonianum R.H.Torr. 1885.[2][5][6]